# Betta macrostoma
Betta macrostoma es un pez de agua dulce perteneciente a la familia Osphronemidae, subfamilia Macropodusinae.

## Distribución y hábitat
Esta especie está muy extendida en las aguas dulces de Borneo, donde habita en el agua estancada en la parte inferior de arcilla poco profundas en los lados del río, pero también es común en las aguas alrededor de las caídas de agua, con temperaturas entre 24-26 °C.

## Descripción
El cuerpo es típico del género Betta, alargado y cilíndrico, un poco, de labios gruesos y los ojos pequeños. La aleta dorsal, aletas pectorales y la caudal es redondeada. La librea es muy atractivo y con un marcado dimorfismo sexual: el macho tiene la cara con la cabeza de negro verdoso, decorado con una mancha de color rojo brillante. El cuerpo es de color rojo brillante, con tonos de naranja y marrón dos líneas horizontales, no siempre visible. La aletas ventrales son de color oscuro, la parte posterior es de color rojo salpicado de blanco, negro y con bordes blancos. La aleta anal se afila con color rojo oscuro, la cola tiene una franja negro, manchas rojas y la luz y está rodeado de negro. La hembra tiene un color opaco, así: el cuerpo es de color arena, con toques de rojo. La parte posterior es más oscuro. De la cabeza hay dos líneas horizontales marrón que termina en el pedúnculo caudal. Las aletas son translúcidas, de color rojizo. 
El tamaño es de unos 6,5 cm, es  muy parecido al Luchador de aleta blanca, al luchador alargado, y al Betta gladiador.

## Reproducción
Una vez que la reproducción, el macho Betta macrostoma incuba los huevos directamente en la boca de una docena de días.

## Acuario
A diferencia del luchador, esta especie es poco común en el acuario, pero criado principalmente por los aficionados.